# Taraxacum subpolonicum
Taraxacum subpolonicum — вид квіткових рослин з родини айстрових (Asteraceae). Вид зростає в Європі: Словаччина, Польща; це багаторічна рослина помірних біомів.